# Plasmatics
Plasmatics fue una banda estadounidense de punk y heavy metal fundada en Nueva York en 1977. Concebida por el artista Rod Swenson y la vocalista Wendy O. Williams, debutó en vivo en 1978 y llamó la atención de la escena underground neoyorkina debido a sus controvertidos espectáculos. La destrucción de televisores con mazos, cortar guitarras eléctricas con motosierras, hacer explotar un automóvil sobre el escenario, acompañados de una actitud nihilista, la práctica nudista de Wendy y una vestimenta andrógina, la diferenció de otras agrupaciones ya que unificó la música punk con la teatralidad del shock rock. Aunque sus presentaciones en vivo cautivaron a una oleada de fanáticos, su actitud atrevida sobre el escenario —principalmente la de Wendy— provocó que en los primeros años les cancelaran conciertos, tuvieran problemas legales con las autoridades locales e inclusive que se les prohibiera tocar en el Reino Unido en 1980.
Si bien la banda debutó con un sonido ligado al punk, a partir de 1981 incursionó en el heavy metal con la idea de llamar la atención de las principales compañías discográficas. En 1982 firmaron un contrato con Capitol Records, pero a los meses después de lanzar Coup d'Etat el sello optó por desligarse del grupo para evitar responsabilidades y consecuencias políticas. Entre 1983 y 1987, Plasmatics tuvo una pausa cuando Wendy O. Williams comenzó su carrera solista bajo el seudónimo de WOW. Luego del lanzamiento de su segundo trabajo, Kommander of Kaos, Swenson y Williams decidieron editar un nuevo disco con el nombre de Plasmatics llamado Maggots: The Record, que fue promocionado con una gira que duró hasta 1988. En este último año, Wendy O. Williams publicó un tercer disco solista y al poco tiempo anunció su retiro de la música. Esto significó el fin de Plasmatics, aunque nunca existió una despedida oficial.

## Historia

### Formación y primeros años

La vocalista Wendy O. Williams y el bajista Chosei Funahara en un póster promocional de 1979

En la segunda parte de la década de los setenta, Rod Swenson comenzó una serie de proyectos ligados a la contracultura, el neodadaísmo y el arte conceptual, que finalmente lo llevó hasta el Times Square de Nueva York en donde produjo una compañía llamada Captain Kink's Theatre. Con un enfoque en el movimiento antiarte, el teatro llamó la atención de la comunidad artística local hasta el punto que daba cinco presentaciones por día. Al mismo tiempo, también se involucró en la música cuando produjo y dirigió videoclips de artistas emergentes de punk como Dead Boys, Ramones y Blondie, entre otros. En 1976, Wendy O. Williams se unió al elenco del espectáculo La fantasía sexual del Captain Kink que se especializaba en presentaciones de sexo en vivo y al poco tiempo entabló una relación sentimental con Swenson que duró veintidós años. En 1977, ambos concibieron la banda que debutó en julio de 1978 en el recinto CBGB de Nueva York. Su primera formación estaba integrada, además de Williams como cantante, por el guitarrista líder Richie Stotts, el bajista Chosei Funahara y el baterista Stu Deutsch. Poco a poco la popularidad de la agrupación aumentó dentro de la escena underground neoyorkina y pasó de dar un solo concierto de lunes a viernes a tocar cuatro noches seguidas con dos presentaciones por día, lo que los posicionó como uno de los grupos que más gente reunía en el CBGB.
El espectáculo de Plasmatics se convirtió en uno de los actos en vivo más atrayentes de Nueva York. La actitud nihilista, el nudismo, la destrucción de guitarras con motosierras y televisores con mazos, la vestimenta andrógina de Richie Stotts (uso de tutús, uniformes de enfermera, vestidos de novia o trajes de sirvienta), el corte mohicano y el uso de máscaras los diferenció de otras bandas, puesto que unificaron la música punk con la teatralidad del shock rock. Jim Farber de la revista británica Sounds en su tiempo mencionó sobre el show: «La cantante/ex estrella porno/levantadora de pesas Wendy O. Williams (W.O.W. para abreviar) pasa la mayor parte del espectáculo de Plasmatics acariciando sus senos de tamaño familiar, rascándose su parte sudorosa y corroyendo la batería, entre otros actos lúdicos». Una vez que el CBGB no dio abasto para toda la gente que quería verlos en vivo, Swenson firmó un contrato con el recinto Irving Plaza de propiedad de los veteranos de guerra de Polonia para una serie de presentaciones. Gracias a ello, varias bandas neoyorkinas comenzaron a tocar en este club y para principios de la década de los ochenta se convirtió en uno de los lugares más populares de la ciudad para los artistas de punk, post-punk y new wave.
A pesar de que sus conciertos llamaban la atención del público, estos finalmente terminaron alejando a los sellos discográficos. De acuerdo con Swenson, quien asumió como mánager y compositor, durante los dos primeros años tuvieron que autofinanciarse para grabar sus primeras producciones. Su primer EP Butcher Baby salió a la venta en 1978 y al año siguiente, junto con el guitarrista rítmico Wes Beech, publicaron Meet the Plasmatics y Dream Lover. Si bien no poseían apoyo de las compañías de discos, sus presentaciones se extendieron a otras ciudades de la costa este de los Estados Unidos; inclusive el 16 de noviembre de 1979 llenaron la sala de conciertos Palladium de Nueva York, y se convirtieron en la primera agrupación que vendió la totalidad de su capacidad sin poseer un contrato discográfico de por medio.

### El álbum debut y los problemas judiciales

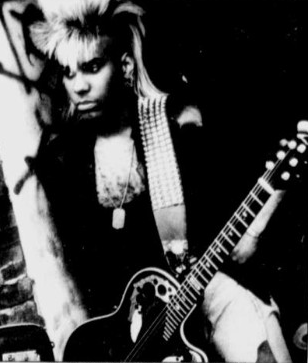
Jean Beauvoir (en la imagen) fue el bajista de la banda entre 1980 y 1981

A principios de 1980, la división artists and repertoire (A&R) del sello británico independiente Stiff Records viajó a Nueva York para presenciar uno de sus conciertos y comprobar si lo que habían leído y escuchado era real. Al día siguiente del espectáculo, Stiff realizó una oferta y para marzo del mismo año se firmó un contrato discográfico. Chris Knowles de Classic Rock afirmó años más tarde que: «...eran la mayor atracción en vivo en Nueva York (...) y los medios estaban sobre ellos. Una cosa es tocar en subversividad, pero The Plasmatics, a diferencia de otras bandas punk, puso en práctica su filosofía punk». Meses más tarde Plasmatics comenzó la composición de las canciones que integrarían su álbum debut, New Hope for the Wretched, mientras que Stiff los promocionó con una aparición en la portada de la revista Sounds de junio de 1980. Para producir el disco el sello contrató a Jimmy Miller, conocido por su trabajo con The Rolling Stones, pero una vez que llegó a Nueva York los ejecutivos optaron por despedirlo debido a su incontrolable adicción a la heroína. Al respecto, Swenson mencionó que: «[Miller] era un serio adicto a la heroína. Cuando obtuvo su primer anticipo, se dirigió a la calle 42 y recibió muchos golpes bastante fuertes. Wes [el guitarrista de Plasmatics Wes Beech] lo encontró desplomado en el baño». Al final, la producción la terminó el ingeniero de sonido Ed Stasium y el propio Swenson en Inglaterra.
En julio de 1980, Stiff lanzó al mercado británico el sencillo «Butcher Baby» que logró el puesto 55 en el conteo UK Singles Chart del Reino Unido. Gracias a su video promocional y a los de «Living Dead» y «Corruption», la banda llamó la atención en el país anglosajón debido a su particular estilo. Debido a ello, en agosto se confirmó su debut en el Reino Unido con un concierto todo vendido en el Hammersmith Odeon de Londres. Pero una vez que llegaron a la capital inglesa encontraron la oposición del Consejo del Gran Londres, ya que no estaba de acuerdo con que hicieran estallar un automóvil sobre el escenario. Si bien solicitaron una prueba para comprobar si cumplía con los requisitos de seguridad, la decisión de cancelar el concierto ya estaba tomada de antemano. A pesar de que no pudieron presentarse ante el público británico, su primer disco llegó hasta la casilla 55 del UK Albums Chart en octubre de 1980.
Luego del contratiempo con la autoridad inglesa, Stiff programó una gira por los Estados Unidos con un principal objetivo: tocar por primera vez en la costa oeste. La primera función se realizó de manera gratuita en el muelle 62 de Nueva York, cuya principal atracción era hacer explotar un cadillac en el escenario lleno de explosivos; Williams condujo el vehículo y a solo metros tuvo que saltar para resguardar su vida. Una vez que el automóvil tocó el escenario, tanto él como el plató y los equipos fueron destruidos. Si bien la autoridad local permitió una audiencia de entre cinco y seis mil personas, en total llegaron más de 25 000 quienes abarrotaron las calles y los tejados de los edificios aledaños. En octubre de 1980 tocaron por primera vez en la costa oeste, de esas presentaciones destacaron cuatro noches a lleno total en el club nocturno Whisky a Go Go de Los Ángeles. Al respecto, la agencia de noticias Associated Press mencionó: «Incluso los punks de Los Ángeles estaban conmocionados». A medida que avanzó la gira por los Estados Unidos recibieron críticas de los medios de comunicación, diciendo que eran unas «muñecas porno de Swenson al estilo Svengali». No obstante, la popularidad que logró la banda convenció a los productores del programa Fridays del canal de televisión ABC, para que se presentaran en vivo en diciembre de 1980, lo que fue mal visto por los conservadores. En ese sentido, Chris Knowles de Classic Rock señaló que «los conservadores (en todo Estados Unidos) de repente tuvieron ansiedad por la castración cuando dijeron que Wendy empuñaba una motosierra».

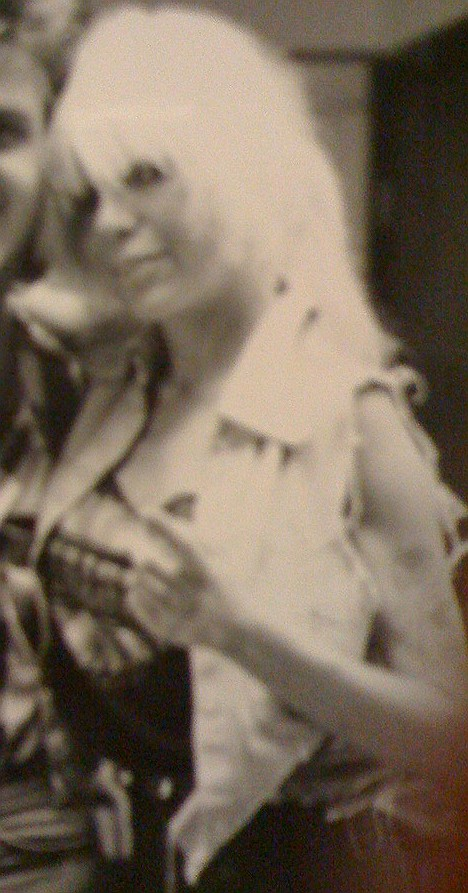
Wendy O. Williams (en la imagen) tuvo problemas con las autoridades estadounidenses debido a su actitud atrevida sobre el escenario

Dos días después del evento en el programa Fridays, la banda tocó en el club nocturno The Palms de Milwaukee. Luego del show el Vice Squad arrestó a Wendy por cargos de indecencia, ya que según ellos ella simuló una masturbación con un martillo delante de una audiencia. Después de objetar que la registraran, la policía la arrojó al suelo y la golpeó, como también atacaron a Rod Swenson cuando intentó intervenir. Ambos fueron encarcelados por los cargos de agredir a un oficial de policía, resistir al arresto y por una conducta que violaba una ordenanza de la ciudad de Milwaukee relacionada con establecimientos que venden licor. No obstante, fueron exonerados de todos los cargos después de que un fotógrafo local que presenció la golpiza presentase unas imágenes que refutó el informe policial. A la noche siguiente debían presentarse en un club de Cleveland, pero debido a la situación ocurrida en Milwaukee, el concierto se pospuso para unos días después. Sin embargo, el Vice Squad nuevamente arrestó a Wendy en Cleveland por exposición indecente y por hacer gestos obscenos con un mazo, aunque fue declarada inocente cuando se llevó a cabo el juicio en junio de 1981.
Luego de algunos días de receso en que Wendy tuvo que recuperarse de sus heridas, en febrero de 1981 la banda se embarcó en una gira por Europa con algunas fechas por los Países Bajos, Francia, Bélgica y Alemania Occidental, entre otras. De dichas presentaciones destacaron la dada en el programa de televisión alemán Musikladen —donde destruyeron un Mercedes-Benz— y el concierto cancelado en Zúrich, Suiza, que generó disturbios a las afueras del recinto. De regreso a los Estados Unidos, la banda junto con el agente Jim Kramer y el representante de Stiff en Norteamérica, Bruce Kirkland, programaron un concierto benéfico llamado Plasmatics' Legal Defence Fund para reunir dinero para enfrentar los cargos penales por los que se les acusaba. Si bien no hubo tiempo para promocionar el show, finalmente llegaron unas 2000 personas que sobrepasaron la capacidad del local Bond International Casino. En él, Wendy salió al escenario con un cartel que decía «¡Alto a la Gestapo!», en alusión a la policía de Milwaukee, y tocaron una nueva canción llamada «Pig is a Pig» dedicada a dichos oficiales como también a los fascistas.
En mayo de 1981 salió a la venta su segunda producción de estudio, Beyond the Valley of 1984, que fue grabado con el batería Neal Smith luego de la salida de Stu Deutsch. Debido a la actitud y a la teatralidad de la banda sobre el escenario, sus shows corrieron el riesgo de ser cancelados por las autoridades locales de las distintas ciudades, que en ciertos casos sí lo lograron. Aun así, siguieron apareciendo en programas de televisión entre ellos Fridays, SCTV y Tomorrow de Tom Snyder, quien los presentó como «posiblemente la banda de punk más grande del mundo». En la parte final de la gira, Rod fue contactado por el compositor y productor discográfico Dan Hartman para solicitarle una reunión con él y con Wendy. Hartman, entusiasmado por el álbum Beyond the Valley of 1984, les ofreció trabajar con ellos y juntos produjeron el EP Metal Priestess, que se publicó a finales del mismo año. Este presentó al bajista Chris Romanelli en reemplazo de Jean Beauvoir, como también un nuevo estilo musical —el heavy metal— que les permitió atraer la atención de los ejecutivos A&R de Capitol Records.

### Coup d'Etaty el receso

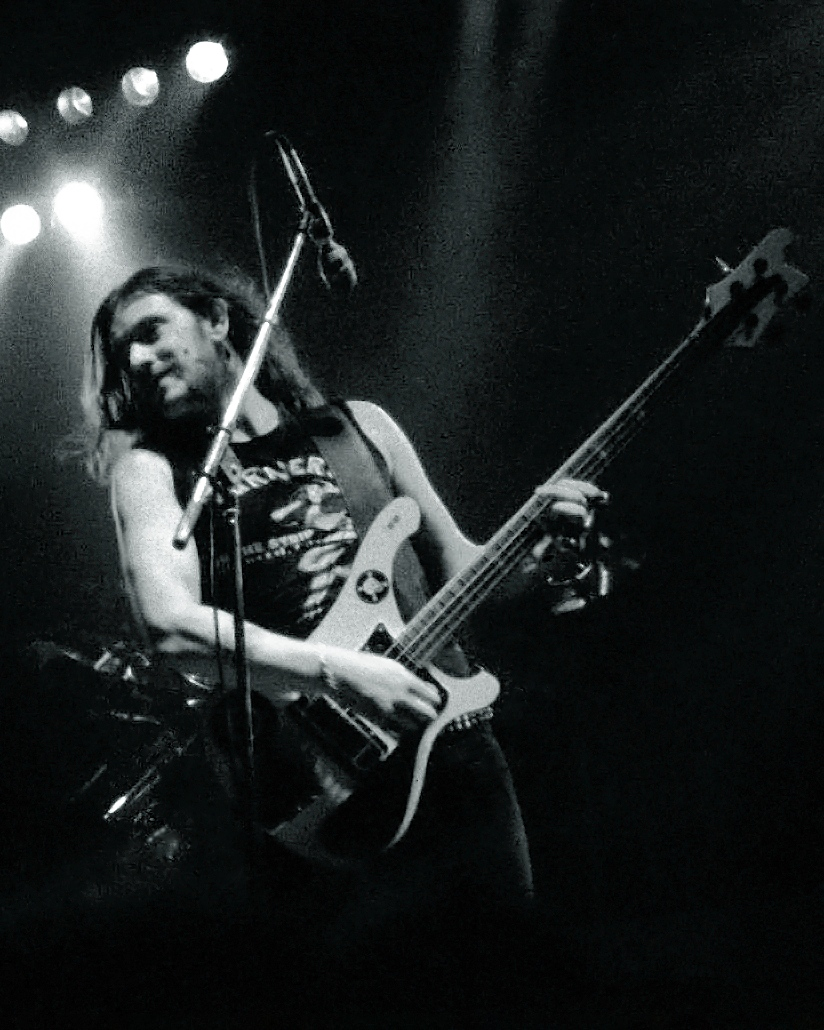
En 1982 Lemy Kilmister ideó un proyecto colaborativo entre Motörhead y Plasmatics que resultó en el EP Stand by Your Man. En la imagen, Kilmister en 1982

Luego de firmar con Capitol en la primavera boreal de 1982, Dan Hartman y Rod Swenson coprodujeron en una semana las maquetas de un futuro disco en los Electric Lady Studios de Nueva York. No obstante, por aquel mismo tiempo Dieter Dierks mostró interés en trabajar con la banda y debido al éxito comercial que tenía con los alemanes Scorpions, el sello decidió que él era el productor adecuado. Cabe señalar que las maquetas registradas por Hartman y Swenson se publicaron dieciocho años más tarde con el título de Coup de Grace. Grabado en los Dierks Studios de Colonia, Alemania, Coup d'Etat salió a la venta en 1982 y presentó a un nuevo batería, T.C. Tolliver. A pesar de que la tercera producción de estudio recibió críticas favorables de algunos medios como Los Angeles Times y Creem, el sello no estaba muy convencido con la agrupación.
Para promocionar el álbum, Swenson y Williams decidieron grabar un video musical para la canción «The Damned», cuya atracción principal era hacer estallar un autobús escolar junto con una pared hecha de televisores. Debido a las eventuales responsabilidades, los departamentos legales de Capitol y de MTV —quienes estrenaron el video— insistieron en agregar una advertencia indicando que no se replicara la explosión en casa. El video finalmente se estrenó en 1982, pero su rotación en la cadena televisiva se redujo a un par de semanas. Por aquel tiempo, debido a que agrupaciones como Duran Duran generaban diez veces más ventas sin ninguna responsabilidad ni consecuencia política, el sello decidió finiquitar el contrato con Plasmatics para enfocarse en ese tipo de bandas.
Por aquel mismo tiempo, Swenson y Williams recibieron un llamado de Doug Smith —mánager de Motörhead— para conformar un proyecto colaborativo entre ambos grupos. Similar al dueto Headgirl, realizado en 1981 por Motörhead y Girlschool, Williams y Lemmy Kilmister versionaron la canción «Stand by Your Man» de Tammy Wynette. Publicado en 1982 por Bronze Records, el EP Stand by Your Man incluyó como lado B las canciones «No Class» de Motörhead, cantada por Williams, y «Masterplan» de Plasmatics, interpretada por Kilmister. En ese mismo año, luego de presentarse como teloneros en la gira Creatures of the Night Tour de Kiss, Gene Simmons le sugirió a Swenson producir un álbum para Williams. Si bien participaron Wes Beech y T.C. Tolliver en su grabación, Swenson optó por no utilizar el nombre de Plasmatics y lanzar el disco como un trabajo solista de Wendy O. Williams, que salió a la venta en 1984.

### Maggots: The Recordy la separación
Luego del lanzamiento del segundo trabajo solista de Wendy O. Williams, Kommander of Kaos, Swenson y ella decidieron editar un nuevo disco con el nombre de Plasmatics, enfocados en retomar las composiciones con temas sociales y políticos de sus producciones anteriores a Coup d'Etat. Junto con los nuevos integrantes Michael Ray (guitarra) y Ray Callahan (batería), en 1987 se publicó el último álbum de estudio Maggots: The Record. Apodado por la banda como la primera «ópera thrash metal», es su único álbum conceptual, cuya principal temática es la decadencia ambiental y en donde los excesos y abusos provocan el fin del mundo. El disco, además, incluye el diálogo de la familia White que durante un lapso de tres días van muriendo uno a uno. Su última producción se promocionó con una pequeña gira por los Estados Unidos entre 1987 y principios de 1988. Una vez que terminó, Wendy O. Williams publicó un tercer disco solista y en 1988 anunció su retiro de la música. Esto, a su vez, dio término a Plasmatics aunque nunca existió una despedida oficial.

## Miembros
| Última alineación - Wendy O. Williams: voz y saxofón (1978-1983, 1987-1988) - Wes Beech: guitarra rítmica (1979-1983, 1987-1988) - Chris Romanelli: bajo y sintetizador (1981-1983, 1987-1988) - Michael Ray: guitarra líder (1987-1988) - Ray Callahan: batería (1987-1988) | Antiguos miembros - Richie Stotts: guitarra líder (1978-1983) - Chosei Funahara: bajo (1978-1980) - Jean Beauvoir: bajo y teclados (1980-1981) - Greg Smith: bajo (1983) - Stu Deutsch: batería (1978-1981) - T.C. Tolliver: batería (1982-1983) |

## Discografía
- 1980: New Hope for the Wretched
- 1981: Beyond the Valley of 1984
- 1981: Metal Priestess
- 1982: Coup d'Etat
- 1987: Maggots: The Record
- 2002: Coup de Grace
- 2002: Put Your Love in Me: Love Songs for the Apocalypse (recopilatorio)
- 2002: Final Days: Anthems for the Apocalypse (recopilatorio)